# Chácara Rosane
Chácara Rosane é um sítio arqueológico brasileiro, localizado no bairro de Vicente Fialho na cidade brasileira de São Luís (estado do Maranhão) onde foram encontrados fósseis humanos e  fragmentos de objetos datados em seis mil anos atrás (neolítico).

## Descrição
Em 2020, esqueletos de Homo sapiens foram encontrados na cidade de São Luís, situado no litoral norte do Brasil. datados inicialmente sendo do período neolítico, em cerca de seis mil anos atrás (6 000). A datação ainda irá ser confirmada, pois pode ser retroativo por análises adicionais encomendadas a laboratórios dos EUA.
A descoberta foi feita acidentalmente por trabalhadores durante as obras de residências pela empresa MRV em 2024; Mas na década de 1970 ja havia ocorrido uma pesquisa prévia feito pelo pesquisador Olavo Lima, que não confirmou com exatidão a existência de um sítio de grandes proporções, devido serem feitas apelas escavações pontuais. Além dos restos mortais de 43 indivíduos, contém fragmentos de mais de cem mil objetos (100 000) como cerâmica, ferramentas de pedra e osso, conchas e, carvão, relativos a quatro períodos distintos de povoamento, atribuíveis ao povo sambaquieiros.
Wellington Lage, o responsável pelas escavações, relatou que, com base nas análises iniciais, os indivíduos eram de baixa estatura e realizavam atividades físicas exaustivas, como demonstram as marcas nos ossos, provavelmente causadas por transporte de cargas pesadas.
Segundo os arqueólogos informam que o local promete mais achados, pois oque foi encontrado até agora ainda está na camada superficial do solo.